# Do pekla/do nebe
Do pekla/do nebe je jedenácté studiové album české rockové skupiny Kabát, které vyšlo 22. května 2015 poprvé u vydavatelství Pink Panther Media.
Hudební materiál skupina začala připravovat již v roce 2013, některé písně byly hotové v roce 2014 např. "Restaurace pana Kalvody", roku 2014 se opět konal speciální výroční Po čertech velkej koncert II a právě na něm chtěla skupina zahrát nějakou novinku, ale nakonec opět kvůli neotextovaným písním k tomu nedošlo. Nakonec skupina zahrála jen průřez pětadvacetileté kariéry. Nahrávání probíhalo tradičně ve studiích SONO s dlouholetým producentem skupiny Milanem Cimfem, ovšem skupina chtěla vyzkoušet jiného producenta Yardu Helešice, který dal nahrávce nový zvuk. Co se týče hudební stránky, tak např. kytarista Tomáš Krulich použil techniku „steel“ v písních "Western Boogie" nebo "Brousíme nože", kontrabasista Ivo Rafan Traxmandl přispěl „rockabilly“ slapáním v písní "Myslivecký ples", na violoncello si v písni "Valkýra" zahrála Alice Kodýtková. V dubnu 2015 skupina představila singl "Brousíme nože", kterou věnovala české hokejové reprezentaci, píseň skupina zahrála na zahajovacím ceremoniálu MS v hokeji 2015 konaného v Česku. V polovině dubna pak byla představena další píseň, tentokrát „Do pekla/do nebe“.

## Seznam písní
| Pořadí | Název                   | Autor                 | Délka |
| ------ | ----------------------- | --------------------- | ----- |
| 1.     | Bang!                   | (Váňa/Špalek)         | 3:10  |
| 2.     | Do pekla/do nebe        | (Váňa/Špalek)         | 2:14  |
| 3.     | Western Boogie          | (Krulich/Špalek)      | 3:48  |
| 4.     | Pirates                 | (Vána/Homola, Špalek) | 2:53  |
| 5.     | Proti proudu            | (Váňa/Špalek)         | 3:32  |
| 6.     | Valkýra                 | (Váňa/Špalek)         | 4:00  |
| 7.     | Myslivecký ples         | (Váňa/Špalek)         | 2:27  |
| 8.     | Do Bolívie na banány    | (Váňa/Špalek)         | 2:40  |
| 9.     | Restaurace pana Kalvody | (Váňa/Špalek)         | 2:56  |
| 10.    | Houby magický           | (Váňa/Špalek)         | 3:26  |
| 11.    | Brousíme nože           | (Váňa/Špalek)         | 3:25  |
| 12.    | Pakliže                 | (Váňa/Špalek)         | 2:13  |

## Obsazení

### Kabát
- Josef Vojtek – zpěv
- Milan Špalek – baskytara
- Ota Váňa – kytara
- Tomáš Krulich – kytara
- Radek Hurčík – bicí

### Hosté
- Yarda Helešic – kytara, mandolína
- Luboš Novotný – steel kytara
- Alice Kodýtková – violoncello
- Ivo "Rafan" Traxmandl - kontrabas